# Frank Valente
Francesco Antonio Valente, detto Frank (Padula, 22 gennaio 1898 – New York, 27 gennaio 1984), è stato uno scienziato, fisico e matematico italiano naturalizzato statunitense.

## Biografia
Emigrò con la famiglia a New York nel 1902, con il padre Angelo e la madre Rosina. Iscrittosi alla High school di Paterson, completò gli studi di chimica nel 1922 e di fisica nel 1924. I genitori si impegnarono a trascorrere tutta la vita nel Nuovo Mondo, certi di far fortuna. Così tutta la famiglia si mise al lavoro, non trascurando l'inserimento culturale nella vita americana. All’interno di questo contesto estremamente difficoltoso, notò l’assiduo e costante impegno che Frank poneva negli studi. Il cammino di Frank fu duro e difficile, incontrando diverse difficoltà durante il proprio percorso di studio, difficoltà causate dalla condizione di immigrato che gli offrirono solo svantaggi: discriminazione, difficoltà di pronuncia della lingua, diversa nazionalità, situazioni che lo posero in uno stato di inferiorità rispetto ai figli degli americani.
Sposò Laura Troy Valente, morta il 22 febbraio 1964, a 63 anni.

### Carriera
Studiò fino al 1939, anno in cui ottenne il dottorato in fisica nucleare, concentrò tutte le sue attenzioni alla ricerca dell'atomo. La sua fu una carriera brillante: le migliori università americane se lo contesero come professore e ricercatore. Era diventato un uomo di scienza di prestigio nazionale, che con le sue ricerche aveva contribuito alla futura ideazione della bomba atomica. Insegnò al Rensselaer Polytechnic Institute e ad esso, come ultima volontà, volle lasciare gran parte delle sue sostanze, poiché lì aveva speso le sue migliori energie consumate in anni di assiduo studio sull’energia nucleare.
Infatti, alla sua morte, aveva decretato per testamento che quanto egli lasciava dovesse essere impegnato nell’aiuto di uomini di ingegno capaci di far progredire gli studi sulla Fisica e sul Nucleare. Ancora oggi, gli studenti meritevoli del Liceo Scientifico "Carlo Pisacane" di Padula possono usufruire di una borsa di studio, completando così i propri studi in America.
Negli ultimi anni della sua vita Frank Valente insegnò alla Seattle University, scrivendo anche articoli; non andò mai in pensione. Aveva superato ormai gli ottant'anni ed ancora usciva da casa alle sette e trenta del mattino e, prendendo ben due autobus, raggiungeva il suo ufficio all'università  per programmare le lezioni. Quando morì, il 27 gennaio 1984, era ancora intento a completare ricerche ed esperimenti.

## Pubblicazioni
- A manual of experiments in reactor physics, Macmillan, New York, 1963.[10]